# Акино, Аристидес
Аристидес Акино Нуньес (исп. Aristides Aquino Núñez; 22 апреля 1994, Санто-Доминго) — доминиканский бейсболист, аутфилдер клуба Японской лиги «Тюнити Дрэгонз».

## Карьера
Акино родился 22 апреля 1994 года в Санто-Доминго. В возрасте шестнадцати лет, в 2011 году, он в статусе свободного агента подписал контракт с клубом «Цинциннати Редс». Тогда же начал выступления за фарм-клуб «Редс» в Доминиканской летней лиге. С 2011 по 2018 год Аристидес играл в системе «Цинциннати» за «Биллингс Мустангс», «Дейтон Дрэгонс», «Дейтону Тортугас» и «Пенсаколу Блю Уахус». В августе 2018 года он дебютировал в Главной лиге бейсбола, выйдя в качестве пинч-раннера в игре с «Сан-Франциско Джайентс». После окончания сезона Акино был исключён из расширенного состава клуба и в тот же день подписал с «Редс» новый контракт игрока младшей лиги. Он также вошёл в число игроков, приглашённых для участия в весенних сборах команды в 2019 году.
Сезон 2019 года стал для Акино лучшим в составе клуба. Он закрепился в составе и в первых ста выходах на биту выбил 13 хоум-ранов. По итогам регулярного чемпионата его показатель отбивания составил 25,9 %, всего он выбил 19 хоум-ранов и набрал 47 RBI. В дальнейшем его результативность начала снижаться. В следующие три сезона в Цинциннати он отбивал с результатом всего 19,2 %. После окончания сезона 2022 года он получил статус свободного агента. В ноябре Акино подписал однолетний контракт на 1,2 млн долларов с клубом Японского профессионального бейсбола «Тюнити Дрэгонз».